# Uniwersalny żołnierz III: Niewyrównane rachunki
Uniwersalny żołnierz III: Niewyrównane rachunki (tytuł oryg. Universal Soldier III: Unfinished Business) – kanadyjski film akcji z 1998 roku, powstały pierwotnie jako produkcja telewizyjna, a następnie dystrybuowany na rynku video/DVD. Jest to drugi sequel filmu Uniwersalny żołnierz (1992), choć zrealizowany w 1999 r. Uniwersalny żołnierz: Powrót odbiera mu poniekąd możliwość bycia kontynuacją filmu poprzez zupełne zignorowanie fabuły obydwu telewizyjnych poprzedników. Niewyrównane rachunki są wszak stricte sequelem Towarzyszy broni.

## Obsada
- Matt Battaglia − Luc Deveraux/GR44
- Chandra West − Veronica Roberts
- Burt Reynolds − Mentor/GR88
- Jeff Wincott − Eric Devereaux/GR87
- Aron Tager − John Deveraux
- Gary Busey − dr. Otto Mazur (materiały archiwalne; poza czołówką)